# 姫路市立香寺中学校
姫路市立香寺中学校（ひめじしりつ こうでらちゅうがっこう）は、兵庫県姫路市香寺町岩部にある公立中学校。

## 概要
市川の中流域に位置し、緑豊かな田園地帯でもある。四方を山に囲まれた河岸段丘地に校舎が建つ。バブル景気期には、姫路市中心街へのベッドタウンとしての開発が見られ生徒数も急増した。近年は少子化や人口の都心回帰により、往時の半分以下に生徒数が減ったものの各種の活動で活発な活躍を見せている。
- 香寺民俗資料館
- 日本玩具博物館
- 姫路日ノ本短期大学

## 沿革
- 1947年5月13日 - 中寺村立中寺中学校設立。
- 1947年5月18日 - 香呂村立香呂中学校設立。
- 1960年3月31日 - 中寺中学校と香呂中学校を統合し、香寺町立香寺中学校設立。
- 1985年9月12日 - 校旗新調。
- 1987年3月14日 - 前庭校訓碑完成(当年度の卒業記念として)。
- 1987年5月11日 - 中庭記念像完成。
- 2006年3月27日 - 市町合併により現校名に変更。

## 通学区域
以下の小学校の通学区域。旧香寺町全域が該当する。
- 姫路市立香呂小学校
- 姫路市立香呂南小学校
- 姫路市立中寺小学校

## 部活動

### 運動部
- 野球部
- サッカー部
- 女子バレーボール部
- ソフトテニス部
- 卓球部
- 剣道部
- 陸上競技部
- ソフトボール部
- バスケットボール部

### 文化部
- 吹奏楽部
- パソコン部
- 茶道部

## アクセス
- JR西日本 播但線香呂駅から北へ約2Km。

## 著名な出身者
- 播戸竜二（1994年卒業）元プロサッカー選手
- 松葉貴大（2006年卒業）プロ野球選手（中日ドラゴンズ）

## 通学区域が隣接している学校
- 姫路市立神南中学校
- 姫路市立豊富小中学校
- 姫路市立増位中学校
- 姫路市立置塩中学校
- 姫路市立鹿谷中学校
- 福崎町立福崎西中学校
- 福崎町立福崎東中学校